# Ronan (canção)
"Ronan" é uma canção feita para caridade pela cantora norte-americana Taylor Swift. Foi lançado através do iTunes Store em 8 de setembro de 2012, e todos os rendimentos arrecadados foram destinados à instituições de caridade para pacientes com câncer. Swift escreveu a música quando leu em um blog, sobre um menino de quatro anos, chamado Ronan Thompson, que havia morrido em decorrência de um câncer. Maya Thompson, a mãe do menino, foi creditada como co-autora. A cantora cantou a música ao vivo no evento Stand Up to Cancer em setembro de 2012, e disse que era música muito triste e difícil de cantar.
A canção conseguiu atingir a 16ª posição nos Estados Unidos, principalmente devido às altas vendas em downloads digitais.

## Antecedentes e composição
Quando Ronan Thompson tinha três anos de idade, ele foi diagnosticado com neuroblastoma, que é uma espécie de câncer que ocorre principalmente em crianças. Depois de sua morte, Maya Thompson, a sua mãe, criou um blog em homenagem ao filho, onde falava sobre a sua perda. A mãe do garoto disse: "Swift estava lendo o meu blog há algum tempo e soube que Ronan havia falecido"; "E ela estava devastada por ele". Swift já havia conhecido Maya Thompson antes da morte do garoto, quando ela fez um show em Phoenix, Arizona. Swift continuou a ler o blog de Maya, até que lhe fez uma chamada de voz dizendo que havia escrito uma canção para Ronan, e havia perguntado se ela poderia cantar a música no evento Stand Up to Cancer. A mãe do garoto chorou de emoção ao saber da notícia, e disse que Swift era um "anjo". Maya Thompson também foi creditada como co-autora da canção. Em 13 de setembro de 2012, quando Swift veio ao Brasil para uma apresentação promocional de seu quarto álbum de estúdio no Rio de Janeiro, ela foi perguntada sobre "Ronan" e respondeu: "É uma música tão triste e difícil de cantar, provavelmente nunca mais vou cantá-la ao vivo. Só o fiz para o evento do câncer".
"Ronan" é uma balada com a duração de quatro minutos e vinte e cinco segundos. Swift canta os versos sob a perspectiva da mãe do garoto, como nos versos: "Eu me lembro de seus pés descalços na entrada / Lembro da sua risada / Carros de corrida no chão da cozinha / Dinossauros de plástico".

## Lançamento
"Ronan" foi lançado no iTunes Store dos Estados Unidos, depois da apresentação de Swift no evento Stand Up to Cancer, que é uma espécie de maratona televisiva que tem como objetivo arrecadar dinheiro para instituições de câncer. Todo o lucro obtido com "Ronan" foi enviado para instituições de caridade que cuidam de pacientes com câncer. Scott Borchetta, presidente e CEO da gravadora Big Machine, confirmou em sua conta no Twitter, que a música não estava incluída no próximo álbum de Swift, Red, e que talvez Swift poderia colocá-la no disco.
"Ronan" foi lançado exclusivamente nos Estados Unidos, através de download digital.
| Download digital |         |         |  |
| N.º              | Título  | Duração |  |
| 1.               | "Ronan" | 4:25    |  |

## Desempenho nas paradas musicais
Por ter sido lançado apenas nos Estados Unidos, "Ronan" conseguiu listar-se apenas nas paradas musicais do mesmo país. Em sua semana de lançamento, a canção conseguiu comercializar mais de 220 mil downloads pagos, o que acabou ocasionando na sua presença na 16ª posição da Billboard Hot 100, que lista as cem músicas mais vendidas e executadas em território estadunidense; e a segunda posição na Digital Songs, uma parada musical que lista as músicas mais vendidas digitalmente nos Estados Unidos. O fato de "Ronan" ser uma canção country fez com que as rádios desse gênero começassem a executar a música, o que levou a canção para a 34ª colocação na Country Songs.
| Parada (2012)                              | Melhor posição |
| ------------------------------------------ | -------------- |
| Estados Unidos - Billboard Hot 100         | 16             |
| Estados Unidos - Country Songs (Billboard) | 34             |
| Estados Unidos - Digital Songs (Billboard) | 2              |